# Сулеювек-Милосна
Сулеювек-Милосна (пол. Sulejówek Miłosna) — железнодорожная станция в городе Сулеювек, в Мазовецком воеводстве Польши. Имеет 2 платформы и 3 пути. 
Станция построена на линии Варшавско-Тереспольской железной дороги в 1866 году, когда эта территория была в составе Царства Польского. 